# Берки, Кристиан
Кристиан Берки (венг. Berki Krisztián; р.18 марта 1985) — венгерский гимнаст, чемпион мира, Европы и Олимпийских игр.

## Биография
Родился в 1985 году в Будапеште. В 2004 году стал бронзовым призёром чемпионата Европы. На чемпионате Европы 2005 года завоевал золотую медаль. В 2007 году стал обладателем золотой медали чемпионата Европы и серебряной — чемпионата мира. В 2008 году вновь стал чемпионом Европы. В 2009 году стал чемпионом Европы, чемпионом Универсиады и серебряным призёром чемпионата мира. В 2010 году впервые стал обладателем золотой медали чемпионата мира. В 2011 году стал чемпионом и мира, и Европы. В 2012 году вновь стал чемпионом Европы, а также завоевал золотую медаль Олимпийских игр в Лондоне. В 2013 году стал серебряным призёром чемпионата Европы. В 2014 году завоевал золотую медаль чемпионата мира.